# Списък на телефонни кодове в Северна Америка
Това е списък на телефонни кодове в Северна Америка.

## САЩ и Канада
В САЩ и Канада под телефонен код се има предвид първите три цифри на телефонния номер. Номерата в САЩ и Канада са във формат XXX-XXX-XXXX, където първите три XXX са телефонният код. Например телефонният номер 650-123-4567 е телефонен номер с телефонен код 650 в Калифорния за градовете Бърлингейм, Сан Матео, Пало Алто, Редуд Сити, Менло Парк, Маунтин Вю и други южни предградия на Сан Франциско. Нужно е като се набират номера на самата територия на САЩ и Канада, да се натисне първо единица '1' и после телефонният код и номерът на абоната. Например ако се набира телефон 212-123-9999, се набира така 1-212-123-9999. Често когато се набира телефон в район със същия телефонен код не е нужно да се набира '1' и телефонният код, така че за горния пример ако обаждането е от района на телефонен код 212 (в случая Манхатън) и се набира друг номер с код 212, не е нужно да се набира 1-212-123-9999, а направо може да се набере 123-9999.
Много често компании, институции и работодатели ползват външен телефонен код за набиране на даден номер. От работното място в такъв случай се набира първо '9' (който е доста често срещан външен телефонен код, но може и да е друг) плюс телефонния код плюс номера. Например за да 
се избере телефон 412-888-1929 от работодателя навън (под навън се има предвид който и да е било номер извън пределите на работодателя), трябва да се набере 9-1-412-888-1929.
Понякога ако се набира вътрешен номер в САЩ и Канада, например в някоя институция или на работата, не е нужно да се използва '1'-ца, кода и следващите три цифри на номера, ами само последните четири. Или образно казано от XXX-XXX-XXXX може да се набере само последните четири XXXX.
В САЩ и Канада форматът и броят на числата е XXX-XXX-XXXX независимо от това колко малко или голямо е населеното място.

## 200
201: Ню Джърси (Джърси Сити)
209: Калифорния (Стоктън, Мърсед, Модесто, Трейси, Сан Андреас и централна Калифорния)
212: Ню Йорк (Ню Йорк: само за Манхатън; покрива се с 646 и 917)
250: Британска Колумбия (Виктория, Принц Джордж, Принц Рупърт, Келона)
263: Квебек (Монреал)

## 300
303: Колорадо (Денвър) покрива се частично с 720
321: Флорида (Орландо, Кокоу Бийч, Сейнт Клауд и централноизточна Флорида) покрива се частично с 407

## 400
408: Калифорния (Лос Гатос, Милпитас, Сънивейл, Купертино и района на Сан Хосе)
412: Пенсилвания (района на Питсбърг, покрива се с 878)
415: Калифорния (Саусалито, Сан Рафаел, Новато, Сан Куентин, Сан Франциско и Район на Санфранциския залив)
416: Онтарио (Торонто)

## 500
508: Масачусетс
510: Калифорния (районите на Хейуърд, Бъркли, Оукланд, Ричмънд и Фримонт)

## 600
609: Ню Джърси (Атлантик Сити, Браун Милс, Трентън и централен и югоизточен Ню Джърси)
646: Ню Йорк (Ню Йорк: само за Манхатън; покрива се с 212 и 917)
650: Калифорния (Бърлингейм, Сан Матео, Пало Алто, Редуд Сити, Менло Парк, Маунтин Вю и южни предградия на Сан Франциско)
Ителефонен код 614Охайо

## 700
707: Калифорния (Санта Роза, Форт Браг, Юрика и северозападна Калифорния)
720: Колорадо (Денвър) покрива се частично с 303

## 800
800: безплатен; (вижте също 822, 833, 844, 855, 866, 877, 888)
831: Калифорния Салинас, Холистър, Монтерей, Санта Круз и централнозападна крайбрежна Калифорния)
803, 843, 864 – Южна Каролина

## 900
916: Калифорния (района на Сакраменто)
917: Ню Йорк (Ню Йорк; покрива се с 212, 347, 646 и 718)
925: Калифорния (районите на Плезантън, Мартинес, Конкорд, Ливърмор, Уолнът Крийк и Дъблин)